# 黒田今日子
黒田 今日子（くろだ きょうこ、1969年5月8日 - ）は、日本の元女子サッカー選手。元サッカー日本女子代表。現役時代のポジションはディフェンダー。

## 来歴
プリマハムFCくノ一でプレー。1991年の第3回日本女子サッカーリーグでは、ベストイレブンにも選出された。
サッカー日本女子代表では1989年1月12日にフィンランド代表との試合でデビューした。2日後のフィリピン代表との試合では5得点した。1989年、1991 AFC女子選手権、1990年アジア競技大会にも出場した。また、1991 FIFA女子ワールドカップにも全3試合に出場した。その後、1994年アジア競技大会にも出場。1994年まで通算で21試合に出場し、7得点した。

## 代表歴
- 1989年1月12日 - 日本女子代表初出場 -  フィンランド戦 (アモイ国際大会)
- 1989年1月14日 - 日本女子代表初得点 -  フィリピン戦 (アモイ国際大会)

### 出場大会など
- 1989 AFC女子選手権（3位）
- 1991 AFC女子選手権（準優勝）
- 1990年アジア競技大会（準優勝）
- 1994年アジア競技大会（準優勝）
- 1991 FIFA女子ワールドカップ

### 試合数
| 日本代表 | 国際Aマッチ | 国際Aマッチ |
| 年       | 出場        | 得点        |
| -------- | ----------- | ----------- |
| 1989     | 4           | 6           |
| 1990     | 2           | 1           |
| 1991     | 11          | 0           |
| 1994     | 4           | 0           |
| 通算     | 21          | 7           |

- 出典: なでしこジャパン（日本女子代表）試合別出場記録[1]

### 出場
| #  | 開催日         | 開催地       | 会場                           | 相手                   | 結果        | 監督     | 大会               |
| -- | -------------- | ------------ | ------------------------------ | ---------------------- | ----------- | -------- | ------------------ |
| 1  | 1989年01月12日 | アモイ       |                                | フィンランド           | ●0-1        | 鈴木良平 | アモイ国際大会     |
| 2  | 1989年01月14日 | アモイ       |                                | フィリピン             | ○13-0       | 鈴木良平 | アモイ国際大会     |
| 3  | 1989年01月16日 | アモイ       |                                | 中国                   | ●0-4        | 鈴木良平 | アモイ国際大会     |
| 4  | 1989年12月24日 | 香港         |                                | 香港                   | ○14-0       | 鈴木保   | アジア選手権       |
| 5  | 1990年09月09日 | 釜山         |                                | 韓国                   | ○5-0        | 鈴木保   | 国際親善試合       |
| 6  | 1990年10月01日 | 北京         |                                | 香港                   | ○5-0        | 鈴木保   | アジア大会         |
| 7  | 1991年04月01日 | ヴァルナ     |                                | フランス               | ●1-3        | 鈴木保   | ヴァルナ国際大会   |
| 8  | 1991年04月05日 | ヴァルナ     |                                | ハンガリー             | ○2-0        | 鈴木保   | ヴァルナ国際大会   |
| 9  | 1991年05月26日 | 福岡県       | 平和台陸上競技場               | 朝鮮民主主義人民共和国 | ○1-0        | 鈴木保   | アジア選手権       |
| 10 | 1991年06月01日 | 福岡県       | 福岡県営春日公園               | マレーシア             | ○12-0       | 鈴木保   | アジア選手権       |
| 11 | 1991年06月03日 | 福岡県       | 平和台陸上競技場               | シンガポール           | ○10-0       | 鈴木保   | アジア選手権       |
| 12 | 1991年06月06日 | 福岡県       | 東平尾公園博多の森陸上競技場   | チャイニーズタイペイ   | △0-0(PK5-4) | 鈴木保   | アジア選手権       |
| 13 | 1991年06月08日 | 福岡県       | 東平尾公園博多の森陸上競技場   | 中国                   | ●0-5        | 鈴木保   | アジア選手権       |
| 14 | 1991年08月21日 | 大連         |                                | 中国                   | △0-0        | 鈴木保   | 国際親善試合       |
| 15 | 1991年11月17日 | 仏山         |                                | ブラジル               | ●0-1        | 鈴木保   | 世界選手権         |
| 16 | 1991年11月19日 | 仏山         |                                | スウェーデン           | ●0-8        | 鈴木保   | 世界選手権         |
| 17 | 1991年11月21日 | 仏山         |                                | アメリカ合衆国         | ●0-3        | 鈴木保   | 世界選手権         |
| 18 | 1994年08月20日 | ドブニッツア |                                | スロバキア             | ○2-0        | 鈴木保   | スロバキア国際大会 |
| 19 | 1994年10月06日 | 広島県       | 福山市竹ヶ端運動公園陸上競技場 | チャイニーズタイペイ   | ○3-0        | 鈴木保   | アジア大会         |
| 20 | 1994年10月10日 | 広島県       | 福山市竹ヶ端運動公園陸上競技場 | 中国                   | △1-1        | 鈴木保   | アジア大会         |
| 21 | 1994年10月12日 | 広島県       | 福山市竹ヶ端運動公園陸上競技場 | 中国                   | ●0-2        | 鈴木保   | アジア大会         |

### 得点
| # | 開催年月日     | 開催地 | 対戦国     | 勝敗   | 試合概要           |
| - | -------------- | ------ | ---------- | ------ | ------------------ |
| 1 | 1989年1月14日  | アモイ | フィリピン | ○ 13-0 | アモイ国際大会     |
| 2 | 1989年1月14日  | アモイ | フィリピン | ○ 13-0 | アモイ国際大会     |
| 3 | 1989年1月14日  | アモイ | フィリピン | ○ 13-0 | アモイ国際大会     |
| 4 | 1989年1月14日  | アモイ | フィリピン | ○ 13-0 | アモイ国際大会     |
| 5 | 1989年1月14日  | アモイ | フィリピン | ○ 13-0 | アモイ国際大会     |
| 6 | 1989年12月24日 | 香港   | ネパール   | ○ 14-0 | 1989 AFC女子選手権 |
| 7 | 1990年9月9日   | 釜山   | 韓国       | ○ 5-0  | 国際親善試合       |